# Gran sello del estado de Massachusetts
El gran sello de la Mancomunidad de Massachusetts contiene el escudo de armas de Massachusetts. El escudo está rodeado por el texto "Sigillum Reipublicae Massachusettensis" ("Sello de la Mancomunidad de Massachusetts"). La Constitución de Massachusetts sin embargo designa el nombre del gobierno como Mancomunidad, no como República.
El sello fue aprobado por el Congreso Provincial el 13 de diciembre de 1780. El escudo representa a un nativo algonquino con arco y flecha, la flecha se apunta hacia abajo, significando la paz. Una estrella blanca con cinco puntas aparece junto a la figura del jefe indio para representar la admisión de Massachusetts como el sexto estado de EE. UU. Un listón azul (azul, significando el Blue Hills de Cantón y Milton) rodea el escudo, que lleva el lema estatal "Ense Petit Placidam Sub Quietem libertate". Esto proviene del Libro de Lemas que está en la Biblioteca Real Danesa de Copenhague, Dinamarca; escrito alrededor de 1659 por Algernon Sidney, soldado y político inglés. Fue aprobado en 1775 por el Congreso Provincial y significa, "con la espada buscamos la paz bajo la libertad." Sobre el escudo está la cresta militar del estado: un brazo doblado que sostiene una espada de hoja ancha. La espada tiene su hoja, hacia arriba para recordar que fue a través de la Revolución Americana la que se ganó la independencia. 
Se han realizado una serie de sellos de Massachusetts a través de la historia. El primer sello de la Bahía Colonial de Massachusetts mostró un indio americano desnudo con un arbusto que cubre su ingle. Al igual que en el actual sello, él tenía en su mano derecha una flecha indicando hacia abajo. Un pergamino aparecía sobre su boca con las palabras "Ven y ayúdanos", destacando las intenciones misioneras y comerciales de los colonos originales. Este sello se utilizó hasta 1686, poco después fue anulado, y volvió a usarse de nuevo a partir de 1689-1692.
Una ventana de vidrios de colores en la parte superior de la Gran Escalera en la Casa del Estado muestra todos los sellos utilizados en Massachusetts, incluyendo los sellos reales de los gobernadores durante la época colonial. 

## Sellos del Gobierno de Massachusetts

Sello del Gobernador de Massachusetts
Sello de la Cámara de Representantes de Massachusetts
Sello del Senado de Massachusetts
Sello alternativo del Senado de Massachusetts
Sello de la Policía Estatal de Massachusetts

## Sellos históricos

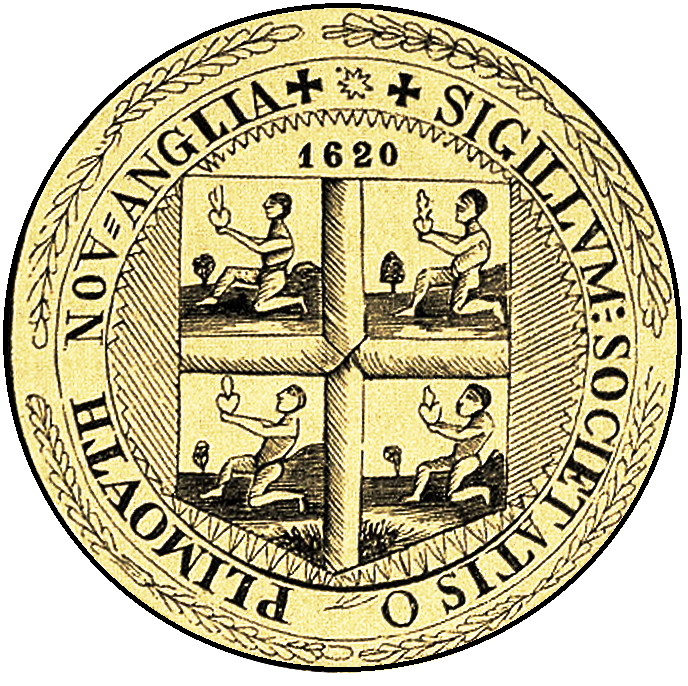
Sello de la Colonia de Plymouth (1620-1629)
Sello de la Colonia de la Bahía de Massachusetts (1629-1686, 1689-1691)
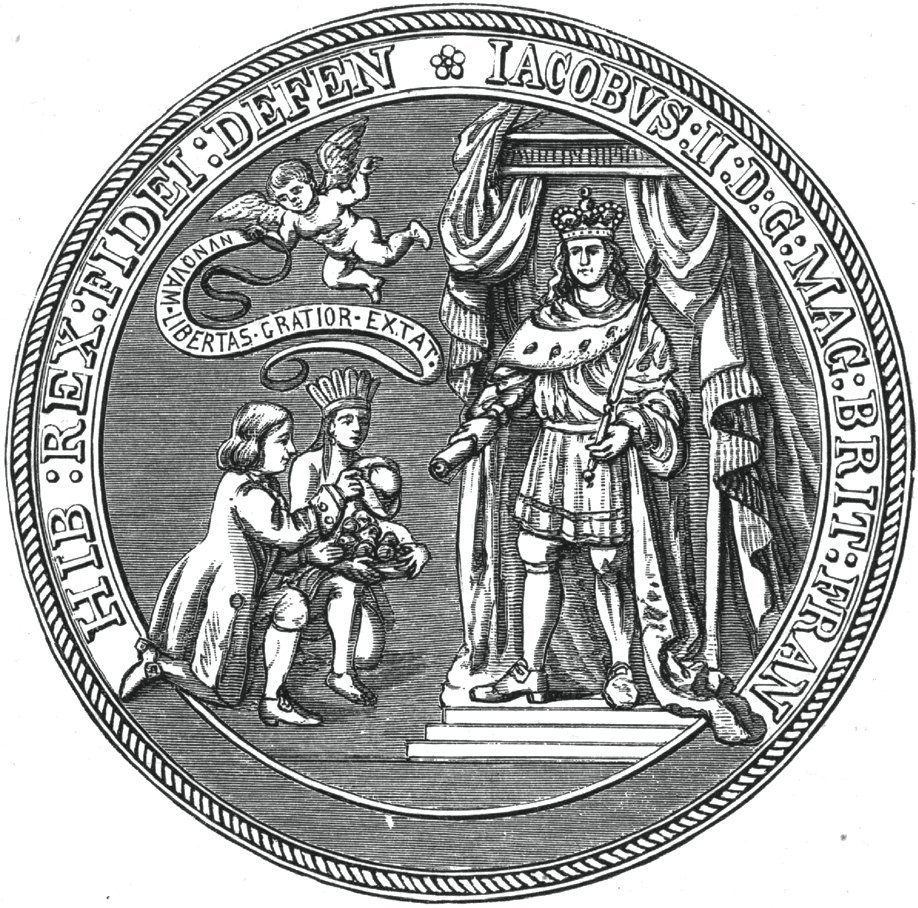
Sello del Dominio de Nueva Inglaterra (1686-1689)
Escudo de armas de Gran Bretaña, como Provincia de la Bahía de Massachusetts (1691-1780)
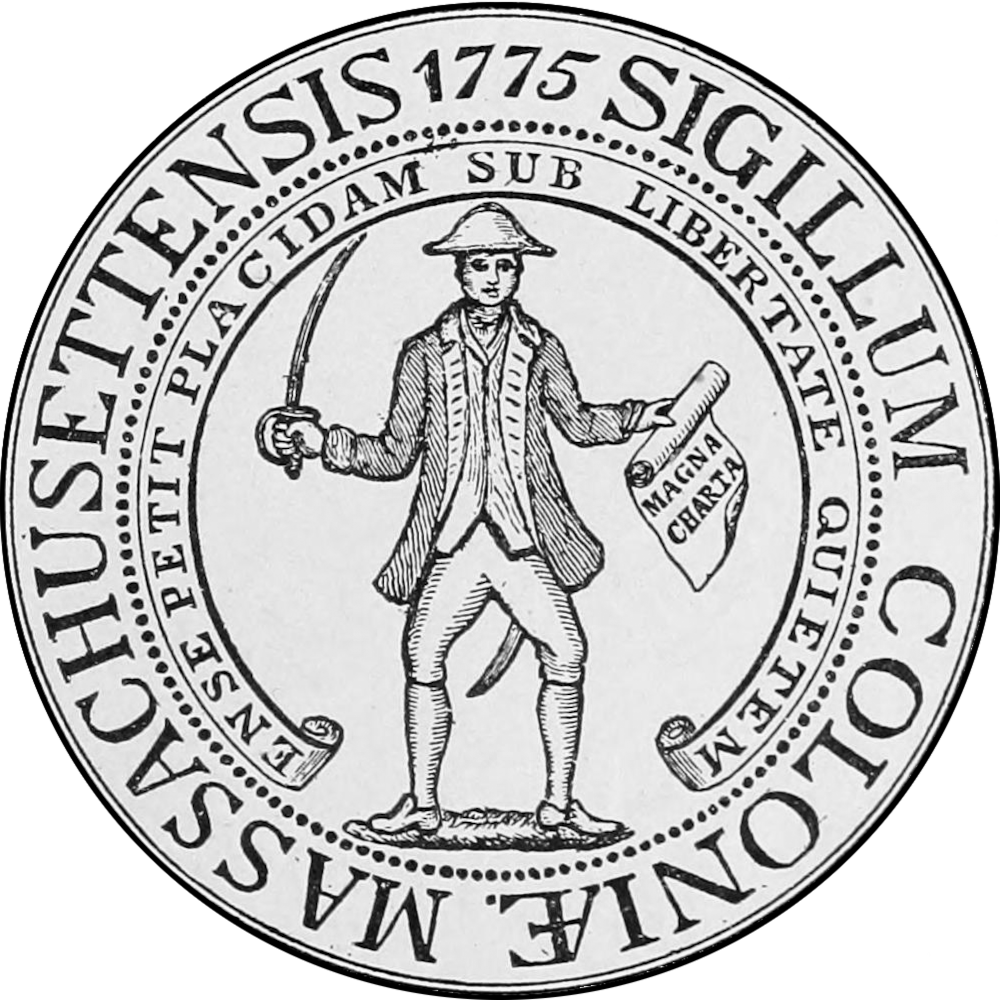
Sello utilizado por el Congreso Provincial de Massachusetts (1775-1780)
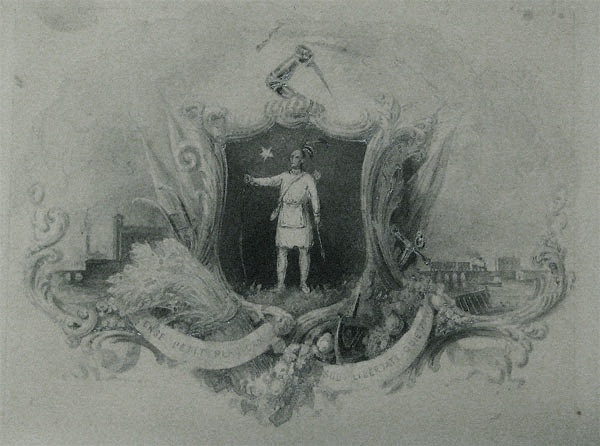
Ejemplo de sello de 1820, anterior a la estandarización (1780-1900)